# 1965 (アルバム)
『1965』は、アメリカのロックバンド、アフガン・ウィッグスの6枚目のアルバム。1998年10月27日にコロムビア・レコードよりリリース。ダニエル・ラノワ所有のキングスウェイ・スタジオでレコーディング。他にも4ヶ所でレコーディングされた。ジャケット写真に写された宇宙飛行士はエドワード・ホワイト。アルバムリリース後の2001年にバンドは解散し、再結成までの最後のアルバムとなった。

## 収録曲
特筆ない限り全曲グレッグ・デュリの作曲。
1. "Somethin' Hot" - 2:58
2. "Crazy - 4:04
3. "Uptown Again - – 3:11
4. "Sweet Son of a Bitch" -  0:23
5. "66" - 3:23
6. "Citi Soleil" - 5:06
7. "John the Baptist" - 5:34
8. "The Slide Song" (Dulli, McCollum) - 3:54
9. "Neglekted" (Dulli, McCollum) - 4:01
10. "Omertà" (Dulli, McCollum) - 5:40
11. "The Vampire Lanois" (Dulli, McCollum, Horrigan, Curley) - 3:21